# Bevrijdingsraam Amsterdam
Het Bevrijdingsraam is een gedenkraam in de Nieuwe Kerk in Amsterdam, ter herinnering aan vijftig jaar bevrijding.

## Achtergrond
In 2005 werd herdacht dat Nederland 50 jaar eerder was bevrijd van de Duitse bezetting. Het Nationaal Comité 4 en 5 mei nam het initiatief voor een gedenkraam met als thema 'vijftig jaar herdenking'. De opdracht werd gegund aan de kunstenaar Toon Verhoef. Hij ontwierp geen traditioneel glas-in-loodraam, maar koos voor een combinatie van glas en albast. Het mocht niet te anekdotisch worden en Verhoef wilde symboliek zoveel mogelijk vermijden, hij wilde het juist stil en onnadrukkelijk houden. Uiteindelijk bleef de tegenstelling donker-licht over, tussen het grijs-groene glas en het lichte albast, maar met een onscherpe scheidingslijn. Het werk werd uitgevoerd in samenwerking met Glasbewerkingsbedrijf Brabant.
Het raam is geplaatst in de zuiderbeuk en werd op 4 mei 1995 door koningin Beatrix onthuld. Sinds 2005 heeft het Bevrijdingsraam een pedant in de noorderbeuk: 'Een tuin van glas' van Marc Mulders, dat werd geplaatst ter gelegenheid van het zilveren regeringsjubileum van de koningin. Andere gedenkramen in de kerk zijn het Kroningsraam (Mengelberg, 1898) en de gedenkramen ter gelegenheid van het veertigjarig regeringsjubileum van koningin Wilhelmina (Van Konijnenburg/Nicolas, 1938).

## Beschrijving
Het raam is gevat in een gotische omlijsting. Het raam wordt in vlakken verdeeld door vijf verticale montanten en vijf horizontale bruggen. Het rechthoekig deel bestaat uit twintig eveneens rechthoekige glaspanelen (vijf rijen van vier). In het boogveld daarboven is een tracering aangebracht, met in de top een rozet bestaande uit vier driebladen. Het Bevrijdingsraam wordt in de lengte in tweeën gedeeld door een lichtgebogen lijn. Aan de linkerkant is een dubbele laag glas geplaatst, met een lijnenspel van horizontale en verticale loodlijnen, aan de rechterkant albast.